# Буттреє Пуедпонг
Буттреє Пуедпонг  (тай. บุตรี เผือดผ่อง, 16 жовтня 1990) — таїландська тхеквондистка, олімпійська медалістка.

## Виступи на Олімпіадах
| Олімпіада  | Дисципліна | Місце |
| ---------- | ---------- | ----- |
| Пекін 2008 | до 49 кг   | 2     |